# Nicolas Ciamin
Nicolas Ciamin (Nizza, 18 febbraio 1998) è un pilota di rally francese.

## Carriera
Il 2016 lo ha visto debuttare nei rally nel campionato francese, nel mondiale e nel Drive Dmack Trophy. Nel 2017 ha ottenuto il secondo posto nel Campionato del Mondo Junior e il terzo nel WRC-3 su una Ford Fiesta R2T firmando una vittoria di prima classe al Rally di Finlandia. Ha anche ottenuto la sua prima vittoria di classe nel Campionato francese di rally su asfalto durante il rally di Touquet.
Nel 2018 ha gareggiato nel campionato del mondo WRC-2 e nel campionato francese con una Hyundai i20 R5 o un'Abarth 124 Rally. Ha vinto il suo primo rally al Rallye National Pays de Grasse. Nel 2019 ha ottenuto la sua prima vittoria nel campionato francese al Rallye du Touquet. Divenne poi, a soli 21 anni, il più giovane vincitore di una gara del Campionato francese e si classificò quarto nel campionato su asfalto.
Il 2020 segna l'inizio di una partecipazione biennale al WRC-3 con una Citroën C3 R5 della DG Sport Compétition con il supporto di Citroën Racing. Nel 2021 Nicolas Ciamin ha vinto i due eventi del campionato francese a cui ha partecipato: il Rallye Antibes Côte d'Azur su Alpine A110 Rally RGT7 e il Rallye du Var su Škoda Fabia Rally2 evo.
Per il 2022 parte per un programma completo nel Campionato francese con la nuova Hyundai I20 Rally2 della 2C Compétition. Ha vinto il Rallye du Touquet e il Rallye du Var per la seconda volta e ha concluso al terzo posto in campionato, a solo un punto da Yoann Bonato. Col team francese FFSA Rallye, Nicolas ha adottato un calendario misto WRC-2 e Campionato francese di rally per il 2023 e ha vinto il primo round francese, il Rallye di Touquet, con una Volkswagen Polo GTI R5. Ha ottenuto la sua prima vittoria nella categoria WRC-2 alla fine della stagione durante il primo Rally dell'Europa Centrale.

## Vittorie nei Rally

### WRC-2
| # | Anno | Evento                     | Co-pilota     | Auto                  |
| - | ---- | -------------------------- | ------------- | --------------------- |
| 1 | 2023 | Rally dell'Europa Centrale | Yannick Roche | Škoda Fabia RS Rally2 |

### WRC-2 Challenger
| # | Anno | Evento                     | Co-pilota     | Auto                  |
| - | ---- | -------------------------- | ------------- | --------------------- |
| 1 | 2023 | Rally dell'Europa Centrale | Yannick Roche | Škoda Fabia RS Rally2 |

### WRC-3
| # | Anno | Evento             | Co-pilota           | Auto            |
| - | ---- | ------------------ | ------------------- | --------------- |
| 1 | 2017 | Rally di Finlandia | Thibault de la Haye | Ford Fiesta R2T |

### Junior WRC
| # | Anno | Evento             | Co-pilota           | Auto            |
| - | ---- | ------------------ | ------------------- | --------------- |
| 1 | 2017 | Rally di Finlandia | Thibault de la Haye | Ford Fiesta R2T |

### Altri Rally
| #  | Stagione | Campionato                  | Evento                                             | Co-pilota           | Auto                   |
| -- | -------- | --------------------------- | -------------------------------------------------- | ------------------- | ---------------------- |
| 1  | 2018     | Coppa di Francia            | Rallye National Pays de Grasse - Fleurs et Parfums | Thibault de la Haye | Hyundai i20 R5         |
| 2  | 2019     | ASAF Rallye Div 4           | Rallye de Hannut                                   | Yannick Roche       | Volkswagen Polo GTI R5 |
| 3  | 2019     | Campionato francese asfalto | Rallye Le Touquet - Pas de Calais                  | Yannick Roche       | Volkswagen Polo GTI R5 |
| 4  | 2019     | Coppa di Francia            | Rallye National de la Plaine                       | Yannick Roche       | Volkswagen Polo GTI R5 |
| 5  | 2019     | Coppa di Francia            | Rallye Régional du Haut-Pays Niçois                | Yannick Roche       | Volkswagen Polo GTI R5 |
| 6  | 2019     | Coppa di Francia            | Rallye Régional du Haut-Pays Niçois                | Thibault de la Haye | Volkswagen Polo GTI R5 |
| 7  | 2021     | Campionato francese asfalto | Rallye d'Antibes - Côte d'Azur                     | Maxime Martini      | Alpine A110 Rally RGT  |
| 8  | 2021     | Coppa di Francia            | Rallye Régional du Haut-Pays Niçois                | Yannick Roche       | Škoda Fabia Rally2 evo |
| 9  | 2021     | Campionato francese asfalto | Rallye du Var                                      | Yannick Roche       | Škoda Fabia Rally2 evo |
| 10 | 2021     | -                           | Rallye Sainte-Baume - Rallycircuit                 | Yannick Roche       | Škoda Fabia Rally2 evo |
| 11 | 2022     | Campionato francese asfalto | Rallye Le Touquet - Pas-de-Calais                  | Yannick Roche       | Hyundai i20 N Rally2   |
| 12 | 2022     | Campionato francese asfalto | Rallye du Var                                      | Yannick Roche       | Hyundai i20 N Rally2   |
| 13 | 2023     | Coppa di Francia            | Rallye Régional Coeur des Vignobles                | Yannick Roche       | Škoda Fabia R5         |
| 14 | 2023     | Campionato francese asfalto | Rallye Le Touquet - Pas-de-Calais                  | Yannick Roche       | Volkswagen Polo GTI R5 |

## Risultati nel mondiale rally

### WRC
| 2016 | Scuderia | Vettura         |  |  |  |  |    |  |    |     |    |  |     |     |  |  |  |  | Punti | Pos. |
| ---- | -------- | --------------- |  |  |  |  | -- |  | -- | --- | -- |  | --- | --- |  |  |  |  | ----- | ---- |
| 2016 |          | Ford Fiesta R2T |  |  |  |  | 38 |  | 42 | Rit | 47 |  | Rit | Rit |  |  |  |  | 0     |      |

| 2017 | Scuderia | Vettura         |  |  |  |    |  |     |    |    |    |    |    |  |  |  |  |  | Punti | Pos. |
| ---- | -------- | --------------- |  |  |  | -- |  | --- | -- | -- | -- | -- | -- |  |  |  |  |  | ----- | ---- |
| 2017 |          | Ford Fiesta R2T |  |  |  | 24 |  | Rit | 20 | 27 | 24 | 47 | 39 |  |  |  |  |  | 0     |      |

| 2018 | Scuderia | Vettura                             |     |  |  |     |  |  |    |     |    |  |  |  |  |  |  |  | Punti | Pos. |
| ---- | -------- | ----------------------------------- | --- |  |  | --- |  |  | -- | --- | -- |  |  |  |  |  |  |  | ----- | ---- |
| 2018 |          | Abarth 124 Rally RGT Hyundai i20 R5 | Rit |  |  | Rit |  |  | 13 | Rit | 15 |  |  |  |  |  |  |  | 0     |      |

| 2019 | Scuderia | Vettura                |    |  |  |     |  |  |  |  |  |     |  |  |  |  |  |  | Punti | Pos. |
| ---- | -------- | ---------------------- | -- |  |  | --- |  |  |  |  |  | --- |  |  |  |  |  |  | ----- | ---- |
| 2019 |          | Volkswagen Polo GTI R5 | 16 |  |  | Rit |  |  |  |  |  | Rit |  |  |  |  |  |  | 0     |      |

| 2020 | Scuderia | Vettura       |    |  |  |    |  |    |  |  |  |  |  |  |  |  |  |  | Punti | Pos. |
| ---- | -------- | ------------- | -- |  |  | -- |  | -- |  |  |  |  |  |  |  |  |  |  | ----- | ---- |
| 2020 |          | Citroën C3 R5 | 11 |  |  | 18 |  | 36 |  |  |  |  |  |  |  |  |  |  | 0     |      |

| 2021 | Scuderia | Vettura           |    |  |    |    |    |  |  |  |  |  |  |  |  |  |  |  | Punti | Pos. |
| ---- | -------- | ----------------- | -- |  | -- | -- | -- |  |  |  |  |  |  |  |  |  |  |  | ----- | ---- |
| 2021 |          | Citroën C3 Rally2 | 14 |  | 15 | 16 | 14 |  |  |  |  |  |  |  |  |  |  |  | 0     |      |

| 2023 | Scuderia | Vettura                                      |  |  |  |     |  |    |  |  |    |  |  |   |  |  |  |  | Punti | Pos. |
| ---- | -------- | -------------------------------------------- |  |  |  | --- |  | -- |  |  | -- |  |  | - |  |  |  |  | ----- | ---- |
| 2023 |          | Volkswagen Polo GTI R5 Škoda Fabia RS Rally2 |  |  |  | Rit |  | 33 |  |  | 16 |  |  | 9 |  |  |  |  | 2     | 23º  |

| 2024 | Scuderia | Vettura              |    |  |    |    |  |    |  |  |  |  |  |  |  |  |  |  | Punti | Pos. |
| ---- | -------- | -------------------- | -- |  | -- | -- |  | -- |  |  |  |  |  |  |  |  |  |  | ----- | ---- |
| 2024 |          | Hyundai i20 N Rally2 | 11 |  | 11 | 13 |  | 59 |  |  |  |  |  |  |  |  |  |  | 0     |      |

| Legenda | 1º posto | 2º posto | 3º posto | A punti | Senza punti | Ritirato | Squalificato | NP=Non partito C=Gara cancellata | Apice=Power stage |

### WRC-2
| 2018 | Scuderia | Vettura        |  |  |  |     |  |  |   |     |   |  |  |  |  |  |  |  | Punti | Pos. |
| ---- | -------- | -------------- |  |  |  | --- |  |  | - | --- | - |  |  |  |  |  |  |  | ----- | ---- |
| 2018 |          | Hyundai i20 R5 |  |  |  | Rit |  |  | 3 | Rit | 7 |  |  |  |  |  |  |  | 20    | 21º  |

| 2019 | Scuderia | Vettura                |   |  |  |     |  |  |  |  |  |     |  |  |  |  |  |  | Punti | Pos. |
| ---- | -------- | ---------------------- | - |  |  | --- |  |  |  |  |  | --- |  |  |  |  |  |  | ----- | ---- |
| 2019 |          | Volkswagen Polo GTI R5 | 5 |  |  | Rit |  |  |  |  |  | Rit |  |  |  |  |  |  | 10    | 29º  |

| 2023 | Scuderia | Vettura                                      |  |  |  |     |  |    |  |  |    |  |  |    |  |  |  |  | Punti | Pos. |
| ---- | -------- | -------------------------------------------- |  |  |  | --- |  | -- |  |  | -- |  |  | -- |  |  |  |  | ----- | ---- |
| 2023 |          | Volkswagen Polo GTI R5 Škoda Fabia RS Rally2 |  |  |  | Rit |  | 20 |  |  | 10 |  |  | 13 |  |  |  |  | 27    | 15º  |

| 2024 | Scuderia | Vettura              |   |  |   |   |  |    |  |  |  |  |  |  |  |  |  |  | Punti | Pos. |
| ---- | -------- | -------------------- | - |  | - | - |  | -- |  |  |  |  |  |  |  |  |  |  | ----- | ---- |
| 2024 |          | Hyundai i20 N Rally2 | 4 |  | 4 | 4 |  | 30 |  |  |  |  |  |  |  |  |  |  | 36    | 14º  |

| Legenda | 1º posto | 2º posto | 3º posto | A punti | Senza punti | Ritirato | Squalificato | NP=Non partito C=Gara cancellata | Apice=Power stage |

### WRC-2 Challenger
| 2023 | Scuderia | Vettura                                      |  |  |  |     |  |    |  |  |   |  |  |   |  |  |  |  | Punti | Pos. |
| ---- | -------- | -------------------------------------------- |  |  |  | --- |  | -- |  |  | - |  |  | - |  |  |  |  | ----- | ---- |
| 2023 |          | Volkswagen Polo GTI R5 Škoda Fabia RS Rally2 |  |  |  | Rit |  | 17 |  |  | 8 |  |  | 1 |  |  |  |  | 29    | 13º  |

| 2024 | Scuderia | Vettura              |   |  |   |   |  |    |  |  |  |  |  |  |  |  |  |  | Punti | Pos. |
| ---- | -------- | -------------------- | - |  | - | - |  | -- |  |  |  |  |  |  |  |  |  |  | ----- | ---- |
| 2024 |          | Hyundai i20 N Rally2 | 3 |  | 2 | 3 |  | 28 |  |  |  |  |  |  |  |  |  |  | 48    | 11º  |

| Legenda | 1º posto | 2º posto | 3º posto | A punti | Senza punti | Ritirato | Squalificato | NP=Non partito C=Gara cancellata | Apice=Power stage |

### WRC-3
| 2017 | Scuderia | Vettura         |  |  |  |   |  |     |   |   |   |   |   |  |  |  |  |  | Punti | Pos. |
| ---- | -------- | --------------- |  |  |  | - |  | --- | - | - | - | - | - |  |  |  |  |  | ----- | ---- |
| 2017 |          | Ford Fiesta R2T |  |  |  | 3 |  | Rit | 2 | 4 | 1 | 5 | 6 |  |  |  |  |  | 88    | 3º   |

| 2020 | Scuderia | Vettura       |   |  |  |   |  |   |  |  |  |  |  |  |  |  |  |  | Punti | Pos. |
| ---- | -------- | ------------- | - |  |  | - |  | - |  |  |  |  |  |  |  |  |  |  | ----- | ---- |
| 2020 |          | Citroën C3 R5 | 2 |  |  | 6 |  | 9 |  |  |  |  |  |  |  |  |  |  | 28    | 6º   |

| 2021 | Scuderia | Vettura           |   |  |   |   |   |  |  |  |  |  |  |  |  |  |  |  | Punti | Pos. |
| ---- | -------- | ----------------- | - |  | - | - | - |  |  |  |  |  |  |  |  |  |  |  | ----- | ---- |
| 2021 |          | Citroën C3 Rally2 | 3 |  | 4 | 4 | 6 |  |  |  |  |  |  |  |  |  |  |  | 57    | 5º   |

| Legenda | 1º posto | 2º posto | 3º posto | A punti | Senza punti | Ritirato | Squalificato | NP=Non partito C=Gara cancellata | Apice=Power stage |

### Junior WRC
| 2017 | Scuderia | Vettura         |  |  |  |   |  |  |   |   |   |   |   |  |  |  |  |  | Punti | Pos. |
| ---- | -------- | --------------- |  |  |  | - |  |  | - | - | - | - | - |  |  |  |  |  | ----- | ---- |
| 2017 |          | Ford Fiesta R2T |  |  |  | 2 |  |  | 2 | 3 | 1 | 3 | 5 |  |  |  |  |  | 135   | 2º   |

| Legenda | 1º posto | 2º posto | 3º posto | A punti | Senza punti | Ritirato | Squalificato | NP=Non partito C=Gara cancellata | Apice=Power stage |